# Doigtés du saxophone
 (novembre 2021).

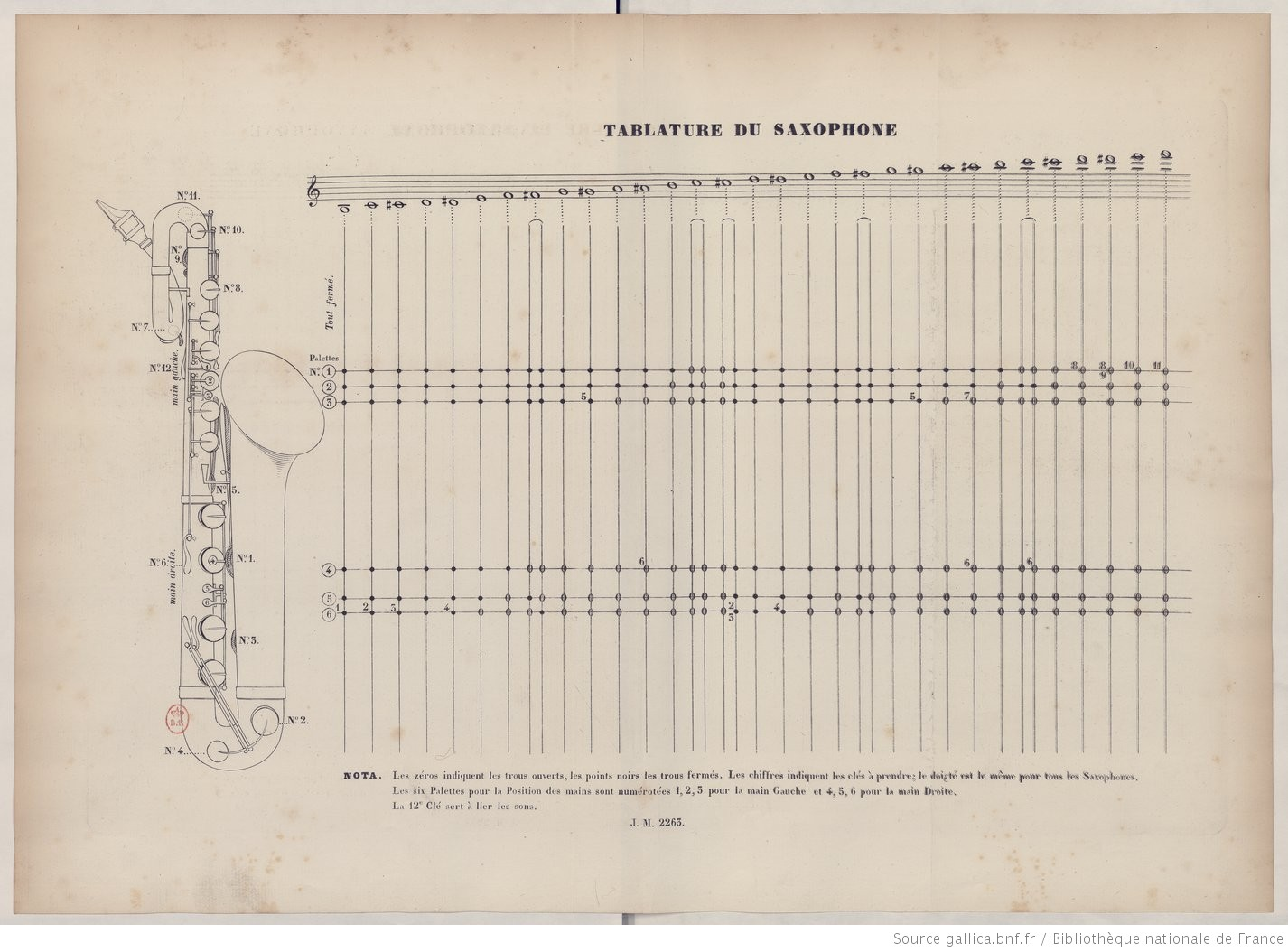
Tablature de saxophone extraite de la Méthode complète de saxophone de Jean-François-Barthélémy Cokken (1846).

Les saxophones comportent chacun une vingtaine de clés. Tous les saxophones se jouent avec le même doigté. Cet article s'appuie sur le saxophone alto. Étant un instrument qui octavie, le saxophone n'a pas de doigté très complexe, car le doigté du registre grave se reporte de la même manière dans le registre aigu.

## Les doigtés des registres grave et aigu
Définitions :

 
Voici un tableau non exhaustif des doigtés du grave et de l'aigu. Les grosses notes sont les notes lues, et les petites les notes réelles entendues pour un saxophone alto (instrument transpositeur, en Mi♭).
Un saxophone alto, en Mi♭, sonne une sixte majeure plus bas que ce qu'il lit : lorsque le saxophoniste alto lit et joue un do sur une partition, la note réelle entendue est un Mi♭ situé une sixte majeure plus bas.
Notons comme doigtés alternatifs :
Fa# : 1234 + Tf
Si♭ : 1 + B♭8
Si♭ : 2=5 +fhfh

Ré équivalent au Ré 123456 + Clef d'octave :
2 + D#8
Do# équivalent à la note à vide :
3 + Clef d'octave
Certains de ces doigtés ont un son très pauvre mais peuvent être d'une grande utilité pour trille, enchaînement rapide ou particulier.

### Les doigtés du suraigu

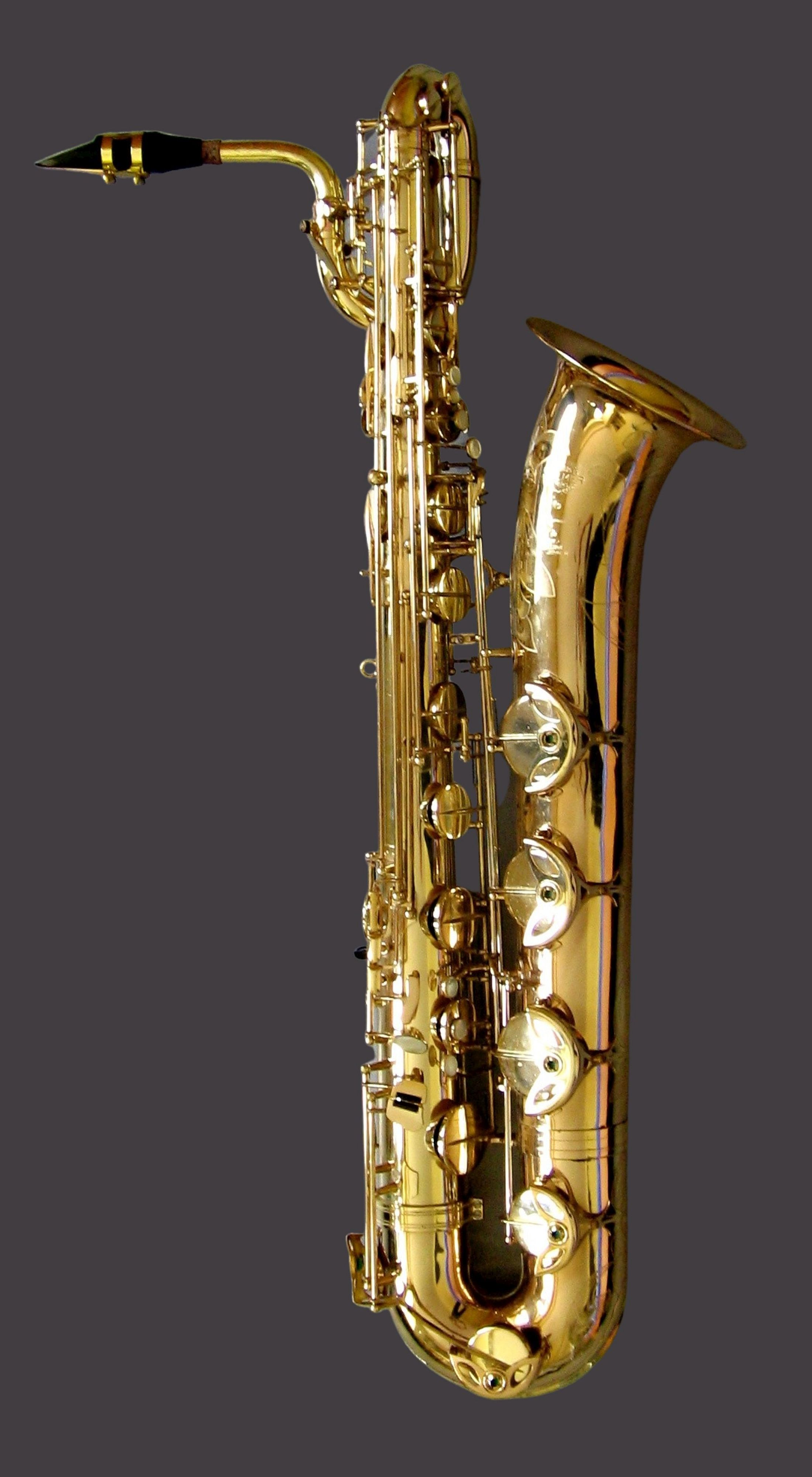
Saxophone baryton Selmer.

Jouer des notes du suraigu au saxophone (soit au-delà du Fa# de la clé F#8) est surtout une question de souffle et de technique instrumentale. De plus, les doigtés peuvent varier suivant les saxophones. Les doigtés suivants ont été testés, et dûment approuvés sur un Selmer Super action 80 Serie II.
La plupart des doigtés ci-dessous sont à utiliser avec la clé d'octave
Sol: 1 + B♭8 + 3 + F#8 + Ta OU BIEN 1 + 3 + 4 + 6 + Ta OU BIEN 1 + clé d'octave + F#8 + TF + Ta
Sol#: 1 + 3 + 4 + Tc
La: 2 + 3 + 4 + 5 + 6 OU BIEN 2 + 3 OU BIEN 1 + 3 + Tc OU BIEN 2 + 3 + Bb + 5 + 6 + C (pratique pour enchaînement avec le Sib)
À partir d'ici, le souffle est très important pour la justesse. Contrôler la justesse avec un accordeur permet de travailler plus efficacement.
Si♭: 2 + 3 + 4 + 5 + 6 + D8 OU BIEN 3 + Tc OU BIEN 2 + 3 + Bb + 5 + 6 + C + D8
Si: D8 OU BIEN D8 + 3 OU BIEN 1 + 2 + 3 + 4 + 5 + 6 (+ B)
Do: D8 + D#8 (+4+5+Tc pour que ça soit plus juste, cela dépend des modèles) OU BIEN 1 + 3 + 4 + 6 (+ D#) OU BIEN 1 + 3 + 4 + 5
Do#: D8 + D#8 + E8 (+4+5 pour la justesse) OU BIEN 1 + 3 OU BIEN 4 + 5 + 6 + X (clé au-dessus de la clé 1) OU BIEN 1 + 4 + E8 (pratique pour enchaînement au Ré)
Ré: Ta + Clé d'octave + X (Clé située au-dessus de la clé 1 (non marquée sur les photos)), OU BIEN D8 + D#8 + E8 + F8 + F#8 (sur certains modèles, ce doigtés correspond à Ré #) OU BIEN 1 +loki
Ré# : 1 + 4 + Tc + F#8
Mi : D8 (+4 pour la justesse) OU BIEN 1 + 3 + 4 + 5 OU BIEN 1 + 2 + 3 + 4 + 5 + 6 + Ta
Fa : 1 + 4 + 5 OU 1 + 3 + 4 + 6
Il existe bien d'autres doigtés du suraigu, peut être meilleurs que ceux-ci ; ceci n'est pas une liste exhaustive. Afin de maîtriser le timbre des sons suraigus et d'en faciliter l'émission, il est utile de s'entraîner à sortir les harmoniques supérieures du saxophone sans utiliser la clef d'octave. Ces exercices avancés impliquent le larynx et sont décrits dans certaines méthodes de saxophone.

Il existe également un doigté spécial permettant de sortir un La grave au-dessous du Si♭ le plus grave de l'instrument. Cependant, la clef permettant l'exécution de cette note n'est présente que sur certains modèles de saxophone baryton : elle se trouve en dessous de la clef d'octave, à portée du pouce de la main gauche.
Néanmoins, il existe une façon de sortir un La Grave sur tous les saxophones n'ayant pas cette clé spéciale. Pour cela, il faut mettre le côté du genou gauche (par exemple) devant le pavillon afin de l'obstruer à environ 50 %. Ceci n'est pas d'une grande utilité, mais il est intéressant de l'essayer.